# Kukljica
Kukljica je općina u Zadarskoj županiji, čije jedino naselje također nosi ime Kukljica.

## Zemljopis
Kukljica je malo turističko i ribarsko mjesto, smješteno na krajnjem jugoistoku otoka Ugljana na kojeg se nadovezuje susjedni otok Pašman. Dva otoka na tjesnacu Ždrelac povezuje istoimeni most.

Općini Kukljica osim samoga naselja pripadaju i četiri otočića: Bisage, Golac, Mišnjak i Karantunić. Naselje Kukljica smješteno je na 44° sjeverne geografske širine i 15°15' istočne geografske dužine. Sa sjeverne strane općina Kukljica omeđena je morem Zadarskog kanala koje je dijeli od 5 km zračne linije udaljenog Sukošana (9,5 km od grada Zadra), a na jugu morem Srednjeg kanala koje je dijeli od 5 km udaljenih jugoistočnih obala otoka Iža.

Kukljica, kao i ostatak Ugljana, ima iznimno razvedenu obalu i ima više uvala, koje nose sljedeća imena: Otrić, Kostanj, Gnjojišća, Kukljica, Ždrelašćica, Kunčabok, Vela i Mala Sabuša, Jelenica, Baćina draga, Maževica i Mala Lamjana.

Zaglav (rt između uvale Gnjojišća i uvale Kukljica) je uzvisina na kojoj se smjestilo i turističko naselje Zelena punta, a valja spomenuti i ostale rtove: rt Glavica, Suhi rt, Karantun i Loparić. Od vrhova izdvajaju se: Straža (152 m), Veli vrh (123 m), Strženjak (109 m) i ostali čija visina ne prelazi 100 m, do najnižeg Žan vrha (13 m), odnosno, među otočićima, na otočiću Karantuniću koji je visok 18 m.

Kukljiški krajolik (ovdje valja napomenuti da je ktetik kukljiški oblik pridjeva kojeg koriste stanovnici tog mjesta, iako bi standardni hrvatski oblik bio kukljički) diči se bujnim raslinjem - gustim borovim šumama, čempresima, makijom, smokvama, vinovom lozom i svakako nezaobilaznim maslinama.

## Stanovništvo
Po popisu stanovništva iz 2011. godine općina Kukljica imala je 714 stanovnika u jednom naselju - Kukljici.

### Etnički sastav (2011.)
- Hrvati - 686 (96,08%)
- Albanci - 7 (0,98%)
- Turci - 5 (0,70%)
- Slovenci - 4 (0,56%)
- Bošnjaci - 3 (0,42%)
- Makedonci - 1 (0,14%)
- Poljaci - 1 (0,14%)
- Ostali - 7 (0,98%)

| broj stanovnika | 688   | 780   | 839   | 1078  | 1310  | 1345  | 1537  | 1457  | 1563  | 1612  | 1473  | 1375  | 716   | 868   | 650   | 714   | 628   |
|                 | 1857. | 1869. | 1880. | 1890. | 1900. | 1910. | 1921. | 1931. | 1948. | 1953. | 1961. | 1971. | 1981. | 1991. | 2001. | 2011. | 2021. |

| broj stanovnika | 688   | 780   | 839   | 1078  | 1310  | 1345  | 1537  | 1457  | 1563  | 1612  | 1473  | 1375  | 716   | 868   | 650   | 714   | 628   |
|                 | 1857. | 1869. | 1880. | 1890. | 1900. | 1910. | 1921. | 1931. | 1948. | 1953. | 1961. | 1971. | 1981. | 1991. | 2001. | 2011. | 2021. |

## Uprava
- Marin Boško, načelnik Općine Kukljica

## Povijest
Na temelju brojnih pronađenih ostataka materijalne kulture poznato je da je područje Kukljice nastanjeno još od neolita (neolitski kameni nožići), preko Ilira i Rimljana (nalaz tegule iz 1. stoljeća, ostaci cisterne, proizvodnja soli) do dolaska Hrvata.
Prvi poznati pisani spomen imena Kukljica je u listini od 30. travnja 1106. godine koju je objavio Tadija Smičiklas u "Codex diplomaticus", a u kojoj se spominje darovanje maslinika samostanu Sv. Krševana u Zadru. Darovatelji su monah Neuprat i njegov brat Prestancij.
I bliže okružje Kukljice nekad je bilo naseljeno. Tragovi nekadašnjeg naselja postoje u uvali Kostanju, a još i danas nalazi se crkvica sv. Jeronima iz 14. stoljeća, te uvala Ždrelac, u kojoj se nalazi zavjetna crkvica Gospe od Snijega.
Značajnije građevine, nažalost oštećene, su kaštel (ljetnikovac) obitelji Nassi iz 1623. godine, te ostaci nepoznate građevine u Ortulanovom dvoru.
Gradnja kamenih kuća, tipične autohtone dalmatinske gradnje, ističe se najviše u Kukljici. Kuće su građene nadovezujući se jedna na drugu tvoreći mali trg gotovo pravilnog kvadrata. Taj trg i skup kuća zove se dvor. Najbolje sačuvani dvori su: Bačin dvor, Benin dvor, Jojin dvor, Lisičin dvor, Lonin dvor i Martinov dvor. Ti dvori, osnove seoske jezgre, i danas su zanimljivost Kukljice. Dvore čini skupina stambenih i gospodarskih zgrada okupljenih oko središnjeg dvorišta. Građene su od kamena po vađenju i obradi kojeg su Kukljičani poznati duž jadranske obale.
Kulturni život mjesta u srednjem i novom vijeku obilježila je glagoljska pismenost, čiji su nosioci bili seoski svećenici koji su u glagoljicom pisanim maticama, matrikulama, testamentima i drugim dokumentima ostavili vrijedne zapise svoga vremena.
Starohrvatska crkva Sv. Jerolima, u današnjem romaničkom obliku nastala u 13. stoljeću, nalazi se na jugoistočnom dijelu uvale Kostanj. Župna barokna crkva Sv. Pavla sagrađena je na temeljima starije crkve. Vrijedni glagoljski natpisi svjedoče o početku gradnje 1666. (natpis na portalu), i o posvećenju 1674. (natpis u crkvi). Zvonik iz 18. stoljeća visok je 25 metara. U crkvi je pet velikih oltara. Zavjetna barokna crkva Sv. Gospe Snježne iz 17. stoljeća u uvali Zdrelašćica slična je crkvi Sv. Pavla, građenoj u isto vrijeme. Izgrađena je na temeljima starijeg svetišta. Crkva je kao kulturno dobro upisana u Registar nepokretnih spomenika kulture Regionalnog zavoda za zaštitu spomenika kulture u Splitu. Renesansna, drvena, oltarna pala prenesena je u Muzej sakralne umjetnosti u Zadru, a na oltar je postavljena kopija. Blagdan Sv. Gospe Snježne slavi se svakog 5. kolovoza neprekidno od 1514. godine s velebnom tradicionalnom procesijom morem, kipom Majke Božje na brodu i regatom nekoliko stotina raznovrsnih brodova. Sveta misa slavi se kod crkve Gospe od sniga koja je smještena u uvali Zdrelašćici.
Osnovna škola u mjestu otvorena je daleke 1871, a osnovana je i Uljarska udruga (1907) te Hrvatska čitaonica (1912) i Hrvatski sokol Kukljica. Danas su kulturna društva Kukljice (KUD Kukljica, Umjetnička galerija Otok, Čakavska besida i Fotoklub Kornat) objedinjena u Matici hrvatskoj — Povjereništvo Kukljica, koja je, od osnutka 1994, pokretač svih kulturnih zbivanja.

## Gospodarstvo
- Maslinarstvo
- Ribarstvo
- Turizam

## Poznate osobe
- Milivoj Kujundžić, hrvatski političar i pravnik
- Karlo Bačić, hrvatski pjesnik[8]
- Maja Blagdan, hrv. pjevačica
- Boris Martinović, hrv. operni pjevač
- Tomislav Maričić, hrvatski pjesnik[8] i rječničar
- Tomislav Meštrić, hrvatski pjesnik[8]

Hrvatska pjesnikinja Vesna Parun je junaka iz svog djela za djecu, kapetana Mikija Trasija, navela kao Kukljičanina.

## Spomenici i znamenitosti
- Crkva Gospe od Sniga.
- Crkva Sv. Jerolima učenjaka, sagrađena u 13. stoljeću. je bila zajednička župa Kukljice i Kali.
- Župna crkva Obraćenja Pavla apostola.
- Kapelica Svih Svetih sagrađena  1972 godine
- Župni stan obnovljen 1897 godine[9]

## Kultura
Tradicionalne večeri čakavske poezije održavaju se svake godine u kolovozu.
Kulturno-zabavni program nakon vjerskog programa: potezanje konopa, skidanje pršuta, trke tovarov i koncert.
Festival zabavne glazbe koji je dotad bio u Zadru, trebao se je 2011. održati u Kukljici.

## Vanjske poveznice
- Turistička zajednica Općine Kukljica

|  | Portal Hrvatske – Pristup člancima s tematikom o Hrvatskoj. |